# 分子生態学
分子生態学（ぶんしせいたいがく、英語：molecular ecology）とは、生態学的研究に、分子生物学的手法を用いる方法論を指す。分子生物学的技術が身近になったことで、近年多く取り入れられてきている。生物集団内の遺伝的多型などを分子マーカーとして利用し、地域における遺伝構造の研究などが行なわれている。